# Третяк, Милена Олеговна
Миле́на Оле́говна Третя́к (род. 20 июня 2000, Москва) — российская хоккеистка, вратарь клуба «Белые медведицы», выступающего в ЖХЛ.

## Карьера

### В клубе
В хоккей пришла вслед за братом, в 7 лет начала заниматься в зеленоградской школе «Орбита». До 14-ти выступала за команду мальчиков 2002 года рождения.
В сезонах 2015/16 и 2017/18 была в составах «Бирюсы» и «Торнадо», но на лёд не выходила. Дебютировала в ЖХЛ в сезоне 2018/19, сыграв 23 сентября 2018 года в матче против «Агидели», проведя на площадке все 60 минут. Всего в дебютном сезоне провела 16 матчей в регулярном чемпионате и четыре игры в плей-офф, став серебряным призёром чемпионата.
После двух сезонов в «Динамо» в 2020 году перешла в «КРС Ванке Рэйз». В сезоне 2020/21 провела семь матчей в регулярном чемпионате и ни одной игры в плей-офф.
Перед сезоном 2021/22 перешла во вновь созданный клуб «Белые медведицы». В первом сезоне за челябинский клуб сыграла 30 матчей в чемпионате и два в плей-офф. По итогам регулярного чемпионата среди вратарей стала девятой по коэффициенту надёжности (4,03) и седьмой по проценту отражённых бросков (90,9 %).
Участница матча звёзд ЖХЛ 2022.

### В сборной
В составе сборной России до 18 лет принимала участие в юниорском чемпионате мира, проведя на турнире один матч.